# الصين في الألعاب البارالمبية الصيفية 1992
شاركت الصين في الألعاب البارالمبية الصيفية 1992 التي أقيمت في برشلونة، إسبانيا.

## الفائزون بالميداليات
| ميدالية | الاسم                 | الرياضة     | الحدث                        |
| ------- | --------------------- | ----------- | ---------------------------- |
| ذهبية   | تشاو تي               | ألعاب القوى | الوثب العالي للرجال J2       |
| ذهبية   | تشاو شيوي             | ألعاب القوى | الوثب العالي للرجال J4       |
| ذهبية   | هوانغ وينتاو          | ألعاب القوى | الوثب الطويل للرجال B2       |
| ذهبية   | يانغ شاو              | ألعاب القوى | الوثب الثلاثي للرجال J3-4    |
| ذهبية   | تشانغ تينغ سن         | ألعاب القوى | رمي الرمح للرجال THS3        |
| ذهبية   | تشن يو ياو            | ألعاب القوى | دفع الجلة للرجال THS3        |
| ذهبية   | ليو يوكين             | ألعاب القوى | رمي القرص للسيدات THS2       |
| ذهبية   | تشنغ بي               | ألعاب القوى | دفع الجلة للسيدات B1         |
| ذهبية   | تشو شيانغرونغ         | السباحة     | سباحة الظهر للسيدات 100م S6  |
| ذهبية   | تشانغ شياولنغ         | تنس الطاولة | فردي السيدات 9               |
| ذهبية   | تشانغ شياولنغ يانغ يي | تنس الطاولة | فريق السيدات 10              |
| فضية    | وو يانجيان            | ألعاب القوى | 5000م للرجال TS4             |
| فضية    | يانغ شاو              | ألعاب القوى | الوثب العالي للرجال J4       |
| فضية    | تشيو لين              | ألعاب القوى | الوثب الثلاثي للرجال J3-4    |
| فضية    | تشاو جيهونغ           | ألعاب القوى | الوثب الطويل للسيدات B3      |
| فضية    | ليو زيبينغ            | السباحة     | فراشة 100م للرجال S8         |
| فضية    | تشانغ شياولنغ         | تنس الطاولة | سيدات المفتوح 6-10           |
| فضية    | يانغ يي               | تنس الطاولة | فردي السيدات 9               |
| برونزية | وو يانجيان            | ألعاب القوى | 1500م للرجال TS4             |
| برونزية | هوانغ وينتاو          | ألعاب القوى | الوثب الثلاثي للرجال B2      |
| برونزية | تشنغ بي               | ألعاب القوى | رمي القرص للسيدات B1         |
| برونزية | شي تييين              | السباحة     | سباحة الصدر للسيدات 100م SB8 |
| برونزية | تشو شيوي              | السباحة     | فراشة 100م للسيدات B1        |
| برونزية | تشو شيانغرونغ         | السباحة     | سباحة حرة للسيدات 200م S6    |
| برونزية | يانغ يي               | تنس الطاولة | سيدات المفتوح 6-10           |

## روابط خارجية
- بيان صحفي لبرشلونة 1992 - اللجنة البارالمبية الدولية
- اللجنة البارالمبية الدولية
- اللجنة البارالمبية الوطنية للصين (اللجنة البارالمبية الوطنية الصينية) - مقدمة قصيرة